# いかしゅうまい
いかしゅうまいは佐賀県呼子町（現・唐津市）の名物料理、名産品。イカとスケトウダラのすり身、タマネギを主な材料とした焼売。細かく刻まれたワンタンの皮が外側にまぶされているのが外観の特徴である。地方発祥のローカルな焼売は日本各地に多数あるが、九州北部と広範囲に定着している例としては珍しい。
呼子町は港町であり、以前からイカの活け造りが名物であった。その呼子町に1983年に開店した「海中レストラン萬坊」を経営する萬坊が、客の減る冬季に余剰となるイカを利用するとともに、温かい料理を提供しようと創業社長や当時の料理長が真薯を参考に開発を行い、1985年から提供を開始した。萬坊は1989年にいかしゅうまい工場を建設して製造販売を行い、全国的なヒット商品となった。
シュウマイジャーナリスト・シュウマイ研究家・「日本シュウマイ協会」発起人であるシュウマイ潤の分類では、いかしゅうまいは「第6世代」＝「地元食材を生かしたご当地シューマイ」に分類されるとともに、第6世代の代表例とされる。
いかしゅうまいを販売する業者は、2005年時点で佐賀県内を中心に少なくとも数十社が存在している。
2019年にはカルビーから47都道府県の地元ならではの味のポテトチップスを開発する企画が行われたが、佐賀県の味として「ポテトチップス いかしゅうまい味」が発売されている。
なお、萬坊については、2019年11月25日にJR九州が買収を発表、12月16日から同社の子会社となっている。

## 商標権争い
萬坊から発売された「萬丸いかしゅうまい」は年間5億円を売り上げる人気商品となったが、同時に類似品が出回るようになった。1997年11月、萬坊は佐賀や福岡の14業者に対し名前の使用と販売の中止を求めた。萬坊は1992年3月に「萬丸」と「いかしゅうまい」の商標登録を申請していたが、登録が認められたのは「萬丸」のみだった。不服審判請求ののち、「いかしゅうまい」も1997年11月に登録。萬坊は木屋(呼子町)を相手取り販売停止や損害賠償の支払いを求め提訴した一方で、木屋を含むいかしゅうまいを製造販売する5社は「1社が独占する商標になじまない」として商標登録に異議を申し立てた。1999年3月、特許庁は商標登録の取り消しを決定。萬坊は決定取り消しを求めたが、2000年4月、東京高裁は請求を棄却。最高裁も同年10月、上告を不受理とした。
萬坊と木屋との間では、2006年8月、販売停止を求めないことで和解が成立した。